# Oecornis
Oecornis is een geslacht van kevers uit de familie van de loopkevers (Carabidae). De wetenschappelijke naam van het geslacht is voor het eerst geldig gepubliceerd in 1940 door Britton.

## Soorten
Het geslacht Oecornis is monotypisch en omvat slechts de volgende soort:
- Oecornis nidicola Britton, 1940